# Plesiolaea
Plesiolaea là một chi bướm đêm thuộc họ Geometridae.